# Кліффорд Стілл
Клі́ффорд Стілл (30 листопада 1904 — 23 червня 1980 року) — американський митець, один із провідних діячів першого покоління абстрактних експресіоністів і найважливіших художників кольорового поля.
Стілл розробив власний підхід до живопису у перші роки після Другої світової війни і заклав підвалини для нового мистецького руху. Сам художник перейшов від фігуративного до абстрактного живопису в період між 1938 і 1942 роками, тобто раніше, ніж його колеги Джексон Поллок і Марк Ротко, які продовжували малювати в образно-сюрреалістичних стилях ще в 1940-х роках.

## Життєпис

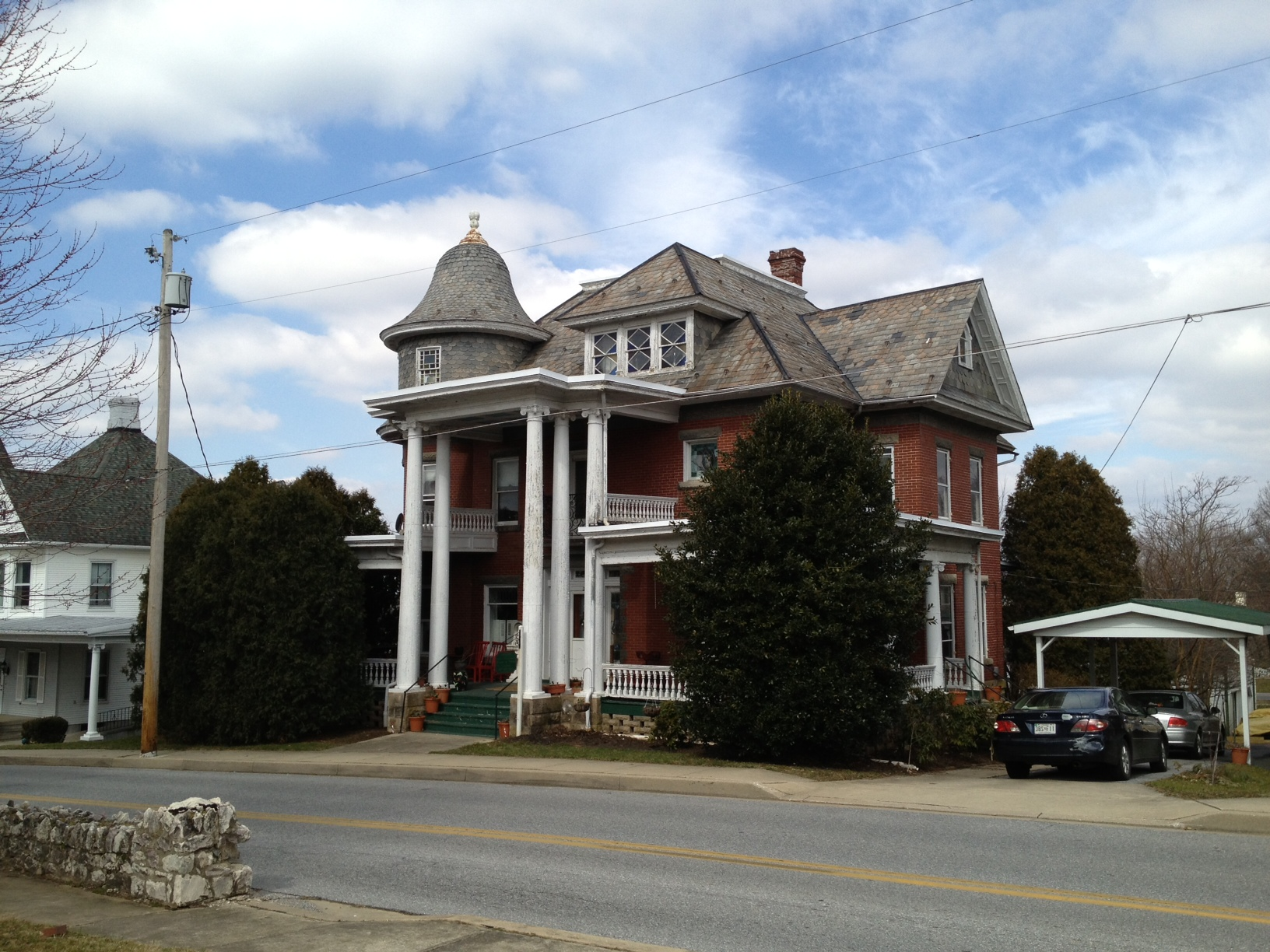
Будинок в Новому Віндзорі, штат Меріленд, в якому Кліффорд Стілл проживав зі своєю дружиною Патрісією до 1980 року

Стілл народився в 1904 році в Грандіні, що в Північній Дакоті. Своє дитинство провів у Спокені (Вашингтон) і Бов-Айленді на півдні Альберти в Канаді. 1925 року поступив у Нью-Йоркську лігу студентів-художників. У 1926—1927 і 1931—1933 роках навчався в університеті Спокена. Восени 1933 року став асистентом кафедри Вашингтонського державного коледжу (нині Університет штату Вашингтон), в якому в 1935 році здобув ступінь магістра образотворчих мистецтв. Викладав живопис, історію мистецтв й естетику.
У 1941 року Стілл переїхав до району Сан-Франциско, де працював у різних військових галузях, водночас займаючись живописом. У цей період він пише свої перші абстрактні картини. 1943 року пройшла його перша персональна виставка у Музеї мистецтв Сан-Франциско (тепер Сан-Франциський музей сучасного мистецтва).
У 1943—1945 роках Стілл викладав у Ричмонді, у штаті Вірджинії. 1945 року в Нью-Йорку познайомився із Джексоном Поллоком і Марком Ротко. Того ж року Марк Ротко відрекомендував його Пеґґі Ґуггенгайм, яка організувала персональну виставку художника у своїй галереї «Мистецтво цього сторіччя». Виставка принесла Стіллу популярність і визнання. Наступного року Ґуггенгайм закрила свою галерею, а Стілл разом із Ротко та іншими абстрактними експресіоністами приєднався до галереї Бетті Парсонса.
У 1946—1950 роках Стілл викладав у Каліфорнійській школі образотворчих мистецтв (тепер Інститут мистецтв Сан-Франциско).
У 1950 році Стілл переїхав до Нью-Йорка, де прожив понад десятиліття, на яке припав розквіт абстрактного експресіонізму. Водночас митець тримається окремо від інших художників-абстракціоністів і відмовляється від участі в художніх виставках у Нью-Йорку. Утім, в 1959 році взяв участь у виставці сучасного мистецтва Документа-2 в німецькому Касселі.
1961 року Стілл переїхав на ферму поблизу Вестмінстера, у штаті Меріленд, де залишився до кінця своїх днів, остаточно віддалившись від світу мистецтва.

## Сімейне життя
Близько 1930 року Стілл одружився з Лілліан Августою Баттан. У 1939 і 1942 роках у них народилися дві доньки. Подружжя розпалося наприкінці 1940-х років й остаточно розлучилося в 1954 році. 1957 року Стілл одружився з Патрисією Алісою Ґарске, яка була однією з його учениць у штаті Вашингтон і була на 16 років молодшою за нього.

## Твори

Картину «1949-A-№ 1» Кліффорда Стілла продали на Сотбі за $61,7 млн.

Стілла вважають одним із найважливіших художників кольорового поля — його нефігуративні картини в значній мірі пов'язані з поєднанням різних кольорів і поверхонь у різних формаціях. На відміну від Марка Ротко або Барнетта Ньюмана, які організували свої кольори відносно простим способом (Ротко у вигляді розпливчастих прямокутників, Ньюман — тонких ліній на великих кольорових полях), композиція Стілла менш упорядкована. Його зубчасті спалахи кольору створюють враження, що один шар кольору «відірваний» від картини, під яким виявляються інші кольори. Інша відмінність від Ньюмана і Ротко — це спосіб накладання фарби на полотно. Якщо Ротко і Ньюман використовували досить бляклі кольори і відносно тонкий шар фарби, Стілл натомість застосовує густе накладення фарб, від чого різноманітні відтінки мерехтять на пофарбованій поверхні. Його великі зрілі твори нагадують природні форми і явища в найінтенсивнішому і найтаємничішому прояві. До 1947 року митець почав працювати у стилі, який він буде посилювати і вдосконалювати протягом усієї своєї творчої кар'єри — великомасштабне кольорове поле, нанесене шпателями. Серед відомих картин Стілла — «1957-D № 1», 1957. На полотні домінують чорний і жовтий кольори з плямами білого і невеликою кількістю червоного. Ці чотири кольори і їхні варіації (пурпурні, темно-блакитні) переважають у його творах, хоча для його картин існує тенденція використовувати темніші відтінки.

## Музей Кліффорда Стілла

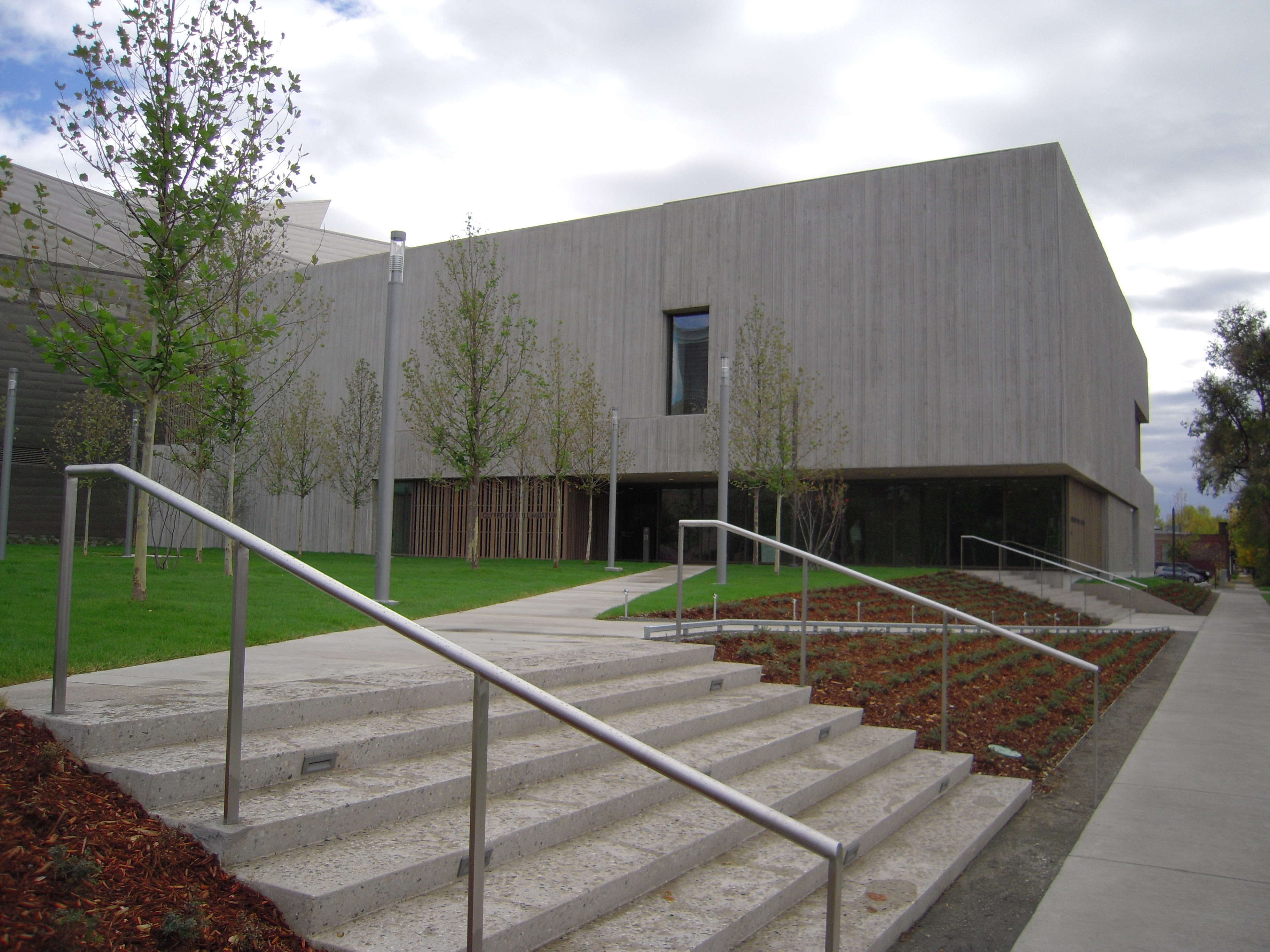
Музей Кліффорда Стілла, Денвер, Колорадо

Кліффорд Стілл заповів усі свої роботи тому американському місту, який відкриє музей, присвячений виключно його творчості. У серпні 2004 року таким містом став Денвер, штат Колорадо. Патрісія Стілл передала приблизно 825 картин на полотні та 1575 малюнків на папері. Музей Кліффорда Стілла, незалежну некомерційну організацію під керівництвом Діна Собеля, відкрили в листопаді 2011 року. У музеї також зберігаються архіви журналів, альбоми, блокноти, бібліотека художника та інші архівні матеріали, успадковані від Патрісії Стілл після її смерті в 2005 році
У березні 2011 року суд штату Меріленд з юрисдикцією над спадком Патриції Стілл вирішив, що чотири твори Стілла можуть бути продані, перш ніж вони офіційно стали частиною колекції музею. У листопаді 2011 року Сотбі в Нью-Йорку продав чотири роботи: «PH-351 [Архівовано 3 червня 2019 у Wayback Machine.]» (1940) за 1,2 мільйонів доларів США, «1947-Y-№ 2 [Архівовано 3 червня 2019 у Wayback Machine.]» (1947) за 31,4 мільйонів доларів США, «1949-А-№ 1» (1949) за 61,7 мільйонів доларів США і «PH-1033 [Архівовано 3 червня 2019 у Wayback Machine.]» (1976 р.) за 19,6 мільйонів доларів США. Прибуток від продажів, 114 мільйонів доларів США, пішов на розвиток музею. За десять років до продажу лише 11 робіт Стілла поступали на аукціон.

## Інцидент у музеї
У грудні 2011 року 36-річна відвідувачка музею вдарила кулаком і роздряпала картину Стілла «1957-J № 2 [Архівовано 4 червня 2019 у Wayback Machine.]». Потім спустила штани і потерлась по ній сідницями. Хотіла ще й помочитись, але впала і сеча не потрапила на полотно. Як стверджують експерти, полотно вартістю 30 мільйонів доларів отримало механічні пошкодження на суму 10 тисяч доларів.